# Vinalopó Mitjà
Vinalopó Mitjà (em castelhano: Medio Vinalopó) é uma comarca da Comunidade Valenciana, na Espanha. Está localizada na província de Alicante, e sua capital é o município de Elda. Limita com as comarcas de Alacantí, Alcoià, Alto Vinalopó, Baix Vinalopó e Vega Baja del Segura.

## Municípios
| Município             | População | Superfície | Densidade | Altitude |
| --------------------- | --------- | ---------- | --------- | -------- |
| Elda                  | 54.815    | 45,8       | 1.207,2   | 490      |
| Petrer                | 34.634    | 104,2      | 321,4     | 515      |
| Novelda               | 27.104    | 75,7       | 350,4     | 250      |
| Aspe                  | 20.360    | 70,9       | 271,4     | 250      |
| Monóvar               | 12.928    | 152,4      | 84,8      | 560      |
| Pinoso                | 7.909     | 126,5      | 58,8      | 620      |
| Monforte del Cid      | 7.606     | 79,5       | 81,7      | 240      |
| Hondón de las Nieves  | 2.948     | 68,8       | 27,8      | 395      |
| La Romana             | 2.602     | 43,3       | 56,9      | 480      |
| Algueña               | 1.530     | 18,4       | 82,3      | 605      |
| Hondón de los Frailes | 1.202     | 12,6       | 97,7      | 415      |